# 韦尔努新堡
韦尔努新堡（法語：Châteauneuf-de-Vernoux，法語發音：[ʃatonœf də vɛʁnu]）是法国阿尔代什省的一个市镇，属于普里瓦区。

## 地理
韦尔努新堡（44°55'8"N, 4°38'44"E）面积6.07 平方千米，位于法国奥弗涅-罗讷-阿尔卑斯大区阿尔代什省，该省份为法国东南部内陆省份，北起顺时针与卢瓦尔省、伊泽尔省、德龙省、沃克吕兹省、加尔省、洛泽尔省和上盧瓦爾省接壤。
与韦尔努新堡接壤的市镇（或旧市镇、城区）包括：博夫尔、圣巴泰勒米-格罗宗、维瓦赖地区韦尔努。

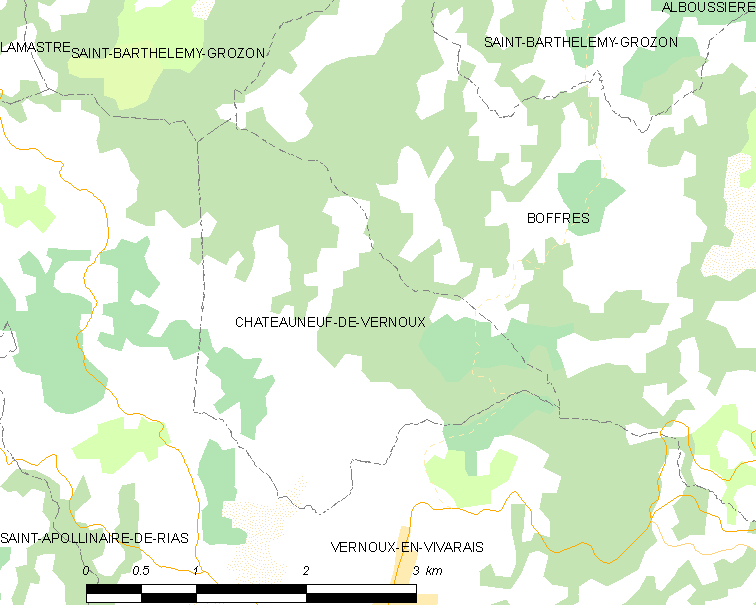
韦尔努新堡的OSM定位图

韦尔努新堡的时区为UTC+01:00、UTC+02:00（夏令时）。

## 行政
韦尔努新堡的邮政编码为07240，INSEE市镇编码为07060。

## 政治
韦尔努新堡所属的省级选区为罗讷-埃里约县。

## 人口

1962-2008年间韦尔努新堡人口变化图示

韦尔努新堡于2022年1月1日时的人口数量为278人。